# Lingua potawatomi
La Lingua Potawatomi (anche chiamata Pottawatomie; in Potawatomi Bodéwadmimwen o Bodéwadmi Zheshmowen o Neshnabémwen) appartiene alla Famiglia linguistica delle Lingue algonchine, a sua volta membro del gruppo delle Lingue algiche.
era la lingua parlata dal popolo Potawatomi, originariamente stanziate in una piccola area tra il Michigan ed il Wisconsin.
Ha grosse affinità con la Lingua Ojibwe, infatti, tra le lingue algonchine, è stato creato il sottogruppo Ojibwa-Potawatomi che le contiene entrambe.
La lingua viene considerata virtualmente estinta, in quanto il numero di locutori è ridotto a circa 50 persone (tutte anziane), su una popolazione etnica che ne conta 25.000..
Era parlata in Michigan, Wisconsin e Kansas negli USA, ma erano presenti dei locutori anche nel sud dell'Ontario (Canada).

## Rivitalizzazione della lingua
Dal gennaio del 2013 è stato istituito un corso, in cui "gli studenti saranno affiancati a locutori  Potawatomi", presso l'Hannahville Indian Community.